# Христо Златинський
Хри́сто Євти́мов Злати́нський (болг. Христо Евтимов Златински; нар. 22 січня 1985, Гоце Делчев, Благоєвградська область, Болгарія) — болгарський футболіст, опорний півзахисник футбольного клубу «КС Університатя» та збірної Болгарії. 
Відомий виступами за футбольні клуби «Пірін», пловдивський «Локомотив», софійський «Локомотив» та «Лудогорець». У складі цих команд став бронзовим призером чемпіонату Болгарії та фіналістом кубку Болгарії.

## Життєпис

### Клубна кар'єра
Христо Златинський народився 22 січня 1985 року у місті Гоце Делчев Благоєвградської області. У юнацькі роки молодий Златинський виступав у складі команди дитячо-юнацької школи з міста Благоєвград. 2001 року, у віці 16 років, Христо підписав свій перший професійний контракт з місцевим футбольним клубом «Пірін», який на той час виступав у третьому дивізіоні болгарського чемпіонату, групі В. Відігравши там чотири роки у період з 2001 по 2005 рік Христо підписав дворічний контракт з клубом групи А, пловдивським «Локомотивом».
Після двох сезонів у складі «чорнобілих» Златинський, як вільний агент, перейшов до столичного «Локомотива». Там болгарський футболіст дебютував у єврокубкових змаганнях. Провівши у складі «залізничників» 79 матчів, де півзахисник забив шість голів, Христо повернувся до пловдивської команди. Наступні декілька років «Локомотив» боровся за право участі у міжнародних турнірах. І тільки у сезоні 2011–2012 команді вдалося це зробити, вийшовши до фіналу національного кубку, де «Локомотив» програв разградському «Лудогорцю» з рахунком 1:2. Відігравши ще один сезон у складі «чорнобілих» Златинський пішов з команди, при чому вважалося, що один з найкращих півзахисників чемпіонату Болгарії перейде у софіївське ЦСКА разом із іншими своїми одноклубниками — Йонессом Бенгеюном, Жеремі Родрігесом та Сержіньо, але контракт так і не було підписано.
18 червня 2013 року півзахисник підписав контракт з разградським клубом, який на той час вже вдруге став чемпіоном країни. Свій перший гол у складі «орлів» Христо забив 6 серпня 2013 року у матчі Ліги чемпіонів проти белградського «Партизана».
Влітку 2015 року став гравцем румунського клубу «КС Університатя» з міста Крайова.

### Збірна
Христо Златинський ще у 2004–2006 роках неодноразово викликався до молодіжної збірної Болгарії. У складі цієї команди півзахисник за два роки провів 11 матчів, але не забив жодного голу. Впродовж наступних п'яти років Златинський жодного разу не викликали до основної національної збірної, а у молодіжний склад футболіст вже не підходив за віковим цензом. 
Свій перший матч за збірну Болгарії Христо зіграв 7 жовтня 2011 року проти національної збірної України. Щоправда жовто-блакитні тоді розгромили болгарську команду тоді з рахунком 3:0 (відзначилися: Селін, Шевченко та Ярмоленко). Окрім цього матчу, Христо відіграв ще п'ять товариських ігор, а також узяв участь у кваліфікаційному раунді до Мундіалю 2014. Проте, болгарська збірна не пройшла на цей чемпіонат, зайнявши четверте місце у своїй групі В, а Златинський відіграв всього два матчі: з Мальтою (2:1) та Вірменією (1:2).
Наразі провів у формі головної команди 12 матчів.

#### Матчі
| 01. | 07.10.2011 | Україна    | 0-3 | Товариський матч    |
| 02. | 29.02.2012 | Угорщина   | 1-1 | Товариський матч    |
| 03. | 26.05.2012 | Нідерланди | 2-1 | Товариський матч    |
| 04. | 29.05.2012 | Туреччина  | 0-2 | Товариський матч    |
| 05. | 30.05.2013 | Японія     | 2-0 | Товариський матч    |
| 06. | 04.06.2013 | Казахстан  | 2-1 | Товариський матч    |
| 07. | 10.09.2013 | Мальта     | 2-1 | Відбірковий ЧС-2014 |
| 08. | 11.10.2013 | Вірменія   | 1-2 | Відбірковий ЧС-2014 |

Всього: 8 матчів; 4 перемоги, 1 нічия, 3 поразки.

### Статистика виступів
| Клуб                             | Ліга              | Сезон             | Чемпіонат | Чемпіонат | Кубок | Кубок | Єврокубки | Єврокубки | Інші змагання | Інші змагання | Інші змагання | Всього | Всього |
| Клуб                             | Ліга              | Сезон             | Ігор      | Голів     | Ігор  | Голів | Ігор      | Голів     | Назва         | Ігор          | Голів         | Ігор   | Голів  |
| -------------------------------- | ----------------- | ----------------- | --------- | --------- | ----- | ----- | --------- | --------- | ------------- | ------------- | ------------- | ------ | ------ |
| «Лудогорець»                     | А                 | 13-14             | 9         | 1         | 0     | 0     | 9         | 2         | СБ            | 1             | 0             | 19     | 3      |
| «Лудогорець»                     | Всього            | Всього            | 9         | 1         | 0     | 0     | 9         | 2         |               | 1             | 0             | 19     | 3      |
| «Локомотив» П                    | А                 | 12-13             | 26        | 4         | 0     | 0     | 2         | 1         | СБ            | 1             | 0             | 29     | 5      |
| «Локомотив» П                    | А                 | 11-12             | 24        | 6         | 1     | 0     | -         | -         | -             | -             | -             | 25     | 6      |
| «Локомотив» П                    | А                 | 10-11             | 29        | 11        | 0     | 0     | -         | -         | -             | -             | -             | 29     | 11     |
| «Локомотив» П                    | Всього            | Всього            | 79        | 21        | 1     | 0     | 2         | 1         |               | 1             | 0             | 83     | 22     |
| «Локомотив» Софія                | А                 | 09-10             | 26        | 2         | 0     | 0     | -         | -         | -             | -             | -             | 26     | 2      |
| «Локомотив» Софія                | А                 | 08-09             | 24        | 2         | 0     | 0     | 2         | 0         | -             | -             | -             | 26     | 2      |
| «Локомотив» Софія                | А                 | 07-08             | 24        | 2         | 0     | 0     | 3         | 0         | -             | -             | -             | 27     | 2      |
| «Локомотив» Софія                | Всього            | Всього            | 74        | 6         | 0     | 0     | 5         | 0         |               | 0             | 0             | 79     | 6      |
| «Локомотив» П                    | А                 | 06-07             | 29        | 9         | 0     | 0     | -         | -         | -             | -             | -             | 29     | 9      |
| «Локомотив» П                    | А                 | 05-06             | 16        | 1         | 0     | 0     | -         | -         | -             | -             | -             | 16     | 1      |
| «Локомотив» П                    | Всього            | Всього            | 45        | 10        | 0     | 0     | 0         | 0         |               | 0             | 0             | 45     | 10     |
| «Пірін» Б                        | В                 | 04-05             | 24        | 2         | 0     | 0     | -         | -         | -             | -             | -             | 24     | 2      |
| «Пірін» Б                        | В                 | 03-04             | 16        | 2         | 0     | 0     | -         | -         | -             | -             | -             | 16     | 2      |
| «Пірін» Б                        | В                 | 02-03             | 14        | 1         | 0     | 0     | -         | -         | -             | -             | -             | 14     | 1      |
| «Пірін» Б                        | В                 | 01-02             | 2         | 0         | 0     | 0     | -         | -         | -             | -             | -             | 2      | 0      |
| «Пірін» Б                        | Всього            | Всього            | 56        | 5         | 0     | 0     | 0         | 0         |               | 0             | 0             | 56     | 5      |
| Всього за кар'єру                | Всього за кар'єру | Всього за кар'єру | 263       | 43        | 1     | 0     | 16        | 3         |               | 2             | 0             | 282    | 46     |
| Останнє оновлення 25 жовтня 2013 |                   |                   |           |           |       |       |           |           |               |               |               |        |        |

## Титули та досягнення
«Локомотив» Пловдив:
- Фіналіст кубка Болгарії (1): 2011-12.

«Локомотив» Софія:
- Бронзовий призер чемпіонату Болгарії (1): 2007-08.

«Лудогорець»:
- Чемпіон Болгарії (2): 2013-14, 2014-15
- Володар Кубка Болгарії (1): 2013-14
- Володар Суперкубка Болгарії (1): 2014

«Університатя »:
- Володар Кубка Румунії (1): 2017-18